# المدرسة الثانوية الإبداعية
المدرسة الثانوية الإبداعية هي مدرسة دولية خاصة تقع في هونغ كونغ، الصين.

## الروابط الخارجية
1. ↑  Ong-Wood, Ivy. "Creative Tradition". The Standard. مؤرشف من الأصل في 2015-09-29.

- الموقع الرسمي
- Creative Secondary School International Baccalaureate Program School page